# Busk, Ucraina
Busk (în ucraineană Буськ) este orașul raional de reședință al raionului Busk din regiunea Liov, Ucraina. În afara localității principale, mai cuprinde și satul Nîvî.

## Demografie
Componența lingvistică a orașului Busk
     Ucraineană (98,78%)
     Alte limbi (1,01%)
Conform recensământului din 2001, majoritatea populației orașului Busk era vorbitoare de ucraineană (98,78%), existând în minoritate și vorbitori de alte limbi.